# موشک ساترن ۱

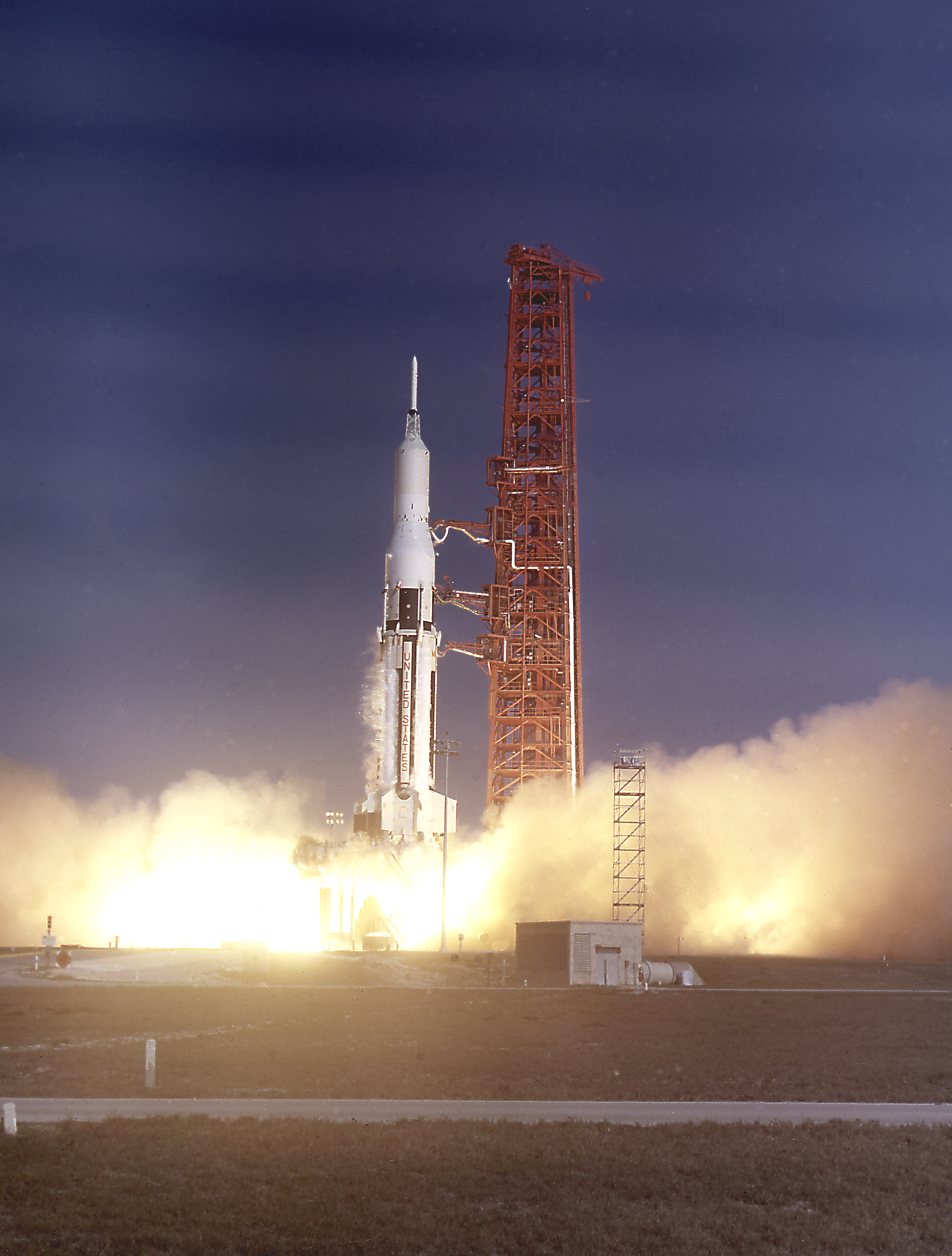

ساترن ۱ (به انگلیسی: Saturn I) یکی از موشک های پروژه آپولو بود.